# Kasteel van Montaure
Het Kasteel van Montaure (Frans: Château de Montaure) is een kasteel in de Franse gemeente Montaure.